# Euphausia pacifica
El kril del Pacífico (Euphausia pacifica) es una especie de crustáceo malacostráceo del orden Euphausiacea cuyo hábitat se encuentra a profundidades de 0-1000 metros y que se distribuye por aguas boreales del Océano Pacífico.
El kril del Pacífico se pesca de forma intensiva en las aguas cercanas a Japón, donde se le conoce como isada krill o tsunonashi okiami (ツノナシオキアミ). Las capturas anuales de este kril en aguas japonesas está limitada a 70.000 toneladas por regulaciones gubernamentales.
En el océano Pacífico es una de las principales presas de varias especies, incluyendo aves marinas, peces planctívoros y ballenas.